# Polydesmus complananatus
Polydesmus complananatus är en mångfotingart som först beskrevs av Carl von Linné 1761.  Polydesmus complananatus ingår i släktet Polydesmus och familjen plattdubbelfotingar. Inga underarter finns listade i Catalogue of Life.